# Diane Valkenburg
Diane Maria Valkenburg (ur. 30 sierpnia 1984 w Bergschenhoek) – holenderska łyżwiarka szybka, wielokrotna medalistka mistrzostw świata.

## Kariera
Pierwsze sukcesy w karierze Diane Valkenburg osiągnęła w 2011 roku, kiedy zdobyła dwa medale podczas dystansowych mistrzostw świata w Inzell. W biegu na 1500 m zajęła drugie miejsce, rozdzielając swoje rodaczki: Ireen Wüst i Jorien Voorhuis. Ponadto wspólnie z Marrit Leenstrą i Ireen Wüst wywalczyła też srebrny medal w biegu drużynowym. Na rozgrywanych rok później dystansowych mistrzostwach świata w Heerenveen razem Wüst i Lindą de Vries zwyciężyła w drużynie. Wynik ten Holenderki z Valkenburg w składzie powtórzyły na mistrzostwach świata w Soczi. Zajęła tam też czwarte miejsce w biegach na 1500 i 3000 m. W tym samym roku zdobyła ponadto srebrny medal na wielobojowych mistrzostwach świata w Hamar oraz brązowy podczas mistrzostw Europy w Heerenveen. W 2010 roku wzięła udział w igrzyskach olimpijskich w Vancouver, zajmując szóste miejsce w drużynie oraz jedenaste w biegu na 3000 m.
Wielokrotnie stawała na podium zawodów Pucharu Świata, ale nie odniosła indywidualnego zwycięstwa. Najlepsze wyniki osiągała w sezonie 2012/2013, kiedy zajęła trzecie miejsce w klasyfikacji końcowej 3000/5000 m. Wyprzedziły ją tylko Czeszka Martina Sáblíková oraz Niemka Claudia Pechstein. Trzecie miejsce zajęła także w klasyfikacji generalnej, plasując się za Wüst i Christine Nesbitt z Kanady.